# Main (métro de Chicago)
Pour les articles homonymes, voir Main (homonymie).
Main est une station aérienne de la ligne mauve du métro de Chicago. Elle est située au 836 Chicago Avenue sur le territoire de la ville d'Evanston, juste au nord de celle de Chicago. Elle offre une correspondance à la ligne Union Pacific/North du Metra.

## Description
Elle est mise en service le 16 mai 1908 sur la Evanston Branch et reconstruite en 1909, la station reste fort similaire à sa structure d'origine, seuls des travaux d'entretiens mineurs y ont été effectués.
Peu de rénovations ont été apportées depuis, seulement un allongement du quai de 27 mètres en 1997, permettant au conducteur de la rame de tête de voir toutes les portes arrêtées à la station (le quai était auparavant incurvé à une extrémité). La station Main est l'une des stations prévues dans le Plan d'amélioration des immobilisations 2004-2008 de la Chicago Transit Authority (CTA).
303 553 passagers y ont transité en 2008.

## Correspondance
Avec les bus de la Chicago Transit Authority :
- #N201 Central/Sherman (Owl Service - Service de nuit)
- #205 Chicago/Golf

## Dessertes
| Nord/Ouest            |  |                                    |  | Sud/Est                                    |
| --------------------- |  | ---------------------------------- |  | ------------------------------------------ |
| Dempster vers Linden  |  | ligne mauve (heures creuses)       |  | South Boulevard vers Howard                |
| Dempster vers Linden  |  | ligne mauve (heures de pointe) (d) |  | South Boulevard vers Linden via Clark/Lake |
| modifier sur Wikidata |  |                                    |  |                                            |